# Rudi Assauer
Rudolf "Rudi" Assauer est un footballeur puis manager allemand né le 30 avril 1944 à Sulzbach (Sarre) et mort le 6 février 2019 à Herten, des suites de la maladie d'Alzheimer,. Ancien joueur du Borussia Dortmund (1964-1970) et du Werder Brême (1970-1976), Assauer est surtout connu pour avoir été le manager général de Schalke 04 de 1993 à mai 2006. Sous sa direction, le club de la Ruhr prend une nouvelle dimension, remportant la Coupe de l'UEFA 1997 face à l'Inter Milan ainsi que deux Coupes d'Allemagne en 2001 et 2002.

## Biographie

### Carrière de joueur
Rudi Assauer grandit à Herten et joue à partir de l'âge de huit ans dans le club local, en 1964 il est recruté par le Borussia Dortmund en tant que défenseur. En 1966, il remporte la Coupe d'Europe des vainqueurs de coupe de football 1965-1966 contre le Liverpool FC. 
Après six années à Dortmund et 119 matchs de Bundesliga il signe en 1970 au Werder Brême, où il est titulaire en défense. Après avoir évité de justesse la relégation en 1975, il dispute encore une saison comme joueur avant de rejoindre l'encadrement du club.
Le bilan de sa carrière de joueur s'élève à plus de 300 matchs en Bundesliga, ainsi que sept rencontres en Coupe des coupes, et un match en Coupe des villes de foires.

### Carrière de manager
De 1976 à 1981, il est au Werder Brême avant de rejoindre une première fois Schalke 04, où il officiera même deux fois en tant qu'entraîneur intérimaire. En 1986, il est licencié, puis se consacre aux affaires immobilières pendant quatre années, avant de revenir au football comme manager du VfB Oldenburg, équipe évoluant alors en deuxième division allemande. 
Le 1er avril 1993, il revient à Schalke 04. Sous son ère le club se refait une santé financière et connaît en même temps des succès sportifs, en remportant la Coupe de l'UEFA et deux Coupes d'Allemagne. Il donne une autre dimension au club en faisant construire la Veltins-Arena. Il démissionne le 17 mai 2006 de son poste de manager, et continue une activité de consultant et de chroniqueur à la télévision.

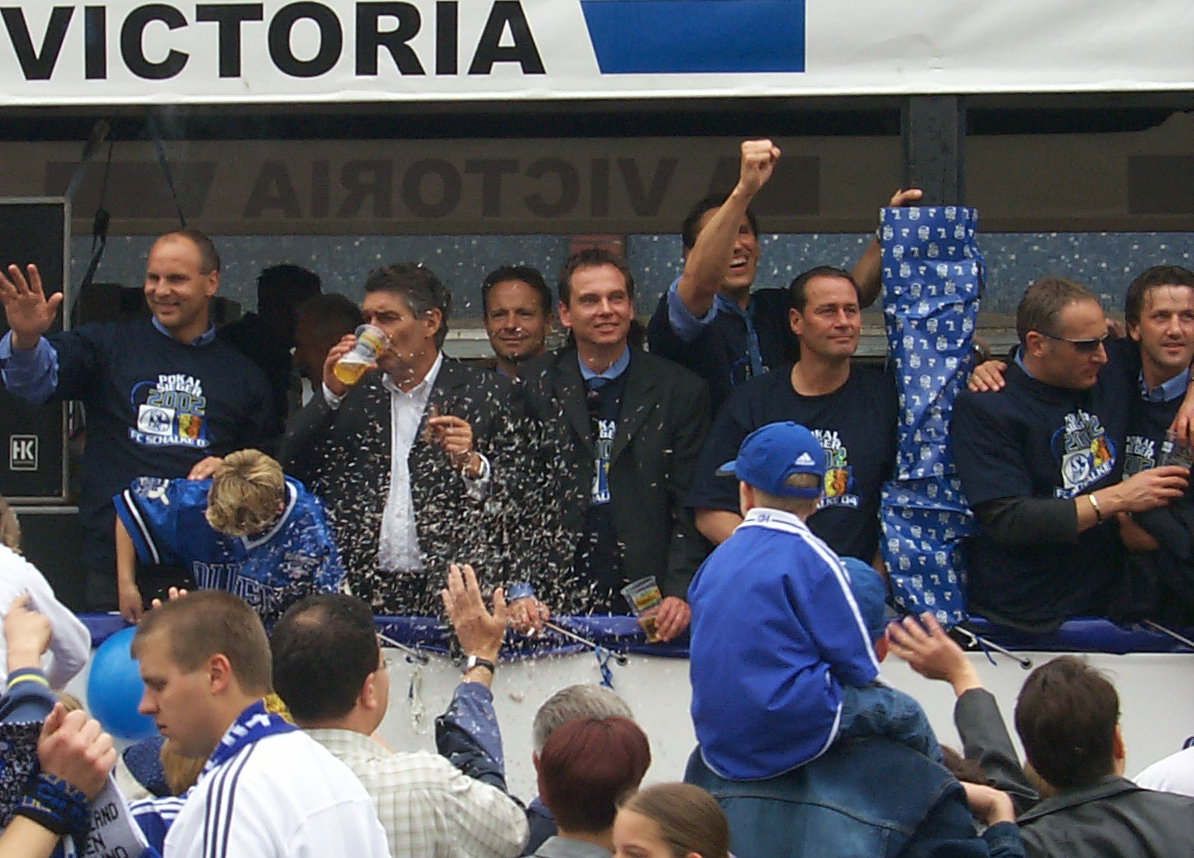
Assauer (deuxième, gauche) en 2002, durant les célébrations de la victoire de Schalke 04 en Coupe d'Allemagne.

## Palmarès

### Joueur
- Vainqueur de la Coupe des coupes en 1966 avec le Borussia Dortmund
- Vainqueur de la Coupe d'Allemagne en 1965 avec le Borussia Dortmund

### Manager général
- Vainqueur de la Coupe de l'UEFA en 1997 avec Schalke 04
- Vainqueur de la Coupe d'Allemagne en 2001 et 2002 avec Schalke 04